# Decúbit lateral
El decúbit lateral és una posició anatòmica del cos humà que es caracteritza per: és una posició anatòmica del cos humà que es caracteritza per:
- Posició del cos estirat sobre un pla horitzontal, posat al llit de costat, en un pla paral·lel a terra.
- Coll generalment en posició neutra amb relació al tronc.
- En general amb les extremitats en flexió.

També es refereix a la posició que adquireix un pacient en un llit per alleujar la pressió que exerceix el pes del seu cos sobre el os sacre, els talons o altres zones vulnerables a les úlceres per decúbit o escares.

## Usos
en cirurgia
No és usada tan freqüentment en cirurgia. S'utilitza per a algunes cirurgies de tòrax, algunes renals i altres ortopèdiques, com ara de maluc.
en radiologia
És usada freqüentment per a l'obtenció d'imatges radiogràfiques de perfil de la columna vertebral i en general per als perfils de l'membre inferior.